# Аустралија на Светском првенству у атлетици у дворани 2014.
Аустралија је учествовала на Светском првенству у атлетици у дворани 2014. одржаном у Сопоту од 7. до 9. марта четрнаести пут. Репрезентацију Аустралије представљало је троје такмичара (2 мушкарца и 1 жена), који су се такмичили у три дисциплине.,
На овом првенству Аустралија је по броју освојених медаља делила 24. место са освојеном једном медаљом (сребрна). Поред тога остварен је један светски рекорд сезоне и један лични рекорд. У табели успешности према броју и пласману такмичара који су учествовали у финалним такмичењима (првих 8 такмичара) Аустралија је са 1 учесником у финалу делила 26. место са 7 бодова.
| Плас. | Земља      | 1. место | 2. место | 3. место | 4. место | 5. место | 6. место | 7. место | 8. место | Бр. финал. | Бод. |
| ----- | ---------- | -------- | -------- | -------- | -------- | -------- | -------- | -------- | -------- | ---------- | ---- |
| =26.  | Аустралија | 0        | 1        | 0        | 0        | 0        | 0        | 0        | 0        | 1          | 7    |

## Учесници
| Мушкарци: - Колис Бирмингем — 3.000 м - Фабрис Лапјер — Скок удаљ | Жене: - Сали Пирсон — 60 м препоне |  |

## Освајачи медаља

### Сребро (1)
- Сали Пирсон — 60 м препоне

## Резултати

### Мушкарци
| Атлетичар       | Дисциплина | Лични рекорд | Квалификација  | Квалификација | Финале               | Финале       | Детаљи                                 |
| Атлетичар       | Дисциплина | Лични рекорд | Резултат       | Место         | Резултат             | Место        | Детаљи                                 |
| --------------- | ---------- | ------------ | -------------- | ------------- | -------------------- | ------------ | -------------------------------------- |
| Колис Бирмингем | 3.000 м    |              | 7:46,15 кв, ЛР | 6. у гр. 1    | 7:57,55              | 10 / 19 (20) |                                        |
| Фабрис Лапјер   | Скок удаљ  | 8,19         | 7,70           | 14            | Није се квалификовао | 14 / 17      | Архивирано на веб-сајту (9. март 2014) |

### Жене
| Атлетичарка | Дисциплина   | Лични рекорд | Квалификација | Квалификација | Полуфинале | Полуфинале | Финале   | Финале | Детаљи |
| Атлетичарка | Дисциплина   | Лични рекорд | Резултат      | Место         | Резултат   | Место      | Резултат | Место  | Детаљи |
| ----------- | ------------ | ------------ | ------------- | ------------- | ---------- | ---------- | -------- | ------ | ------ |
| Сали Пирсон | 60 м препоне | 7,73 НР      | 7,79 КВ, СРС  | 1. у гр. 1    | 7,81 КВ    | 1. у гр. 1 | 7,85     |        |        |